# Чон Хана
Чон Хана (кор. 정하나; род. 2 февраля 1990 года) — южнокорейская певица и актриса.
Хана получила известность, когда в 2009 году дебютировала в гёрл-группе Secret под управлением TS Entertainment. За почти 9 лет пребывания в коллективе девушка так и не дебютировала в качестве сольной певицы, но зарекомендовала себя, как актриса, исполнив роль в дораме «Прыгунья» (2015), а также была временной ведущей музыкальных шоу M!Countdown и Music Core.

## Биография
Хана родилась 2 февраля 1990 года в Ыйджонбу, провинция Кёнгидо, Республика Корея, и была единственным ребёнком в семье. Её мать в 1980-х годах работала певицей, а отец был телохранителем. Обучалась в частном университете Инха (где также обучалась её одногруппница Хёсон), в сентябре 2020 года была назначена профессором музыкального факультета Школы искусств в Чонсаме. Во время обучения в средней школе стала близкими друзьями с Сиэл (бывшая участница 2NE1) и Соне (бывшая участница Wonder Girls).

## Карьера
Дебют гёрл-группы Secret, в состав которой, помимо Ханы, вошли Хёсон, Чжиын и Сонхва, состоялся 13 октября 2009 года с синглом «I Want You Back». Начиная с весны 2010 года коллектив выпустил ряд хитов в Корее, а также успешно вышел на японский музыкальный рынок, что позволило Secret стать одной из самых известных женских групп второго поколения кей-попа. В 2011 году группа выпускает первый корейский студийный альбом Moving in Secret, и туда входит единственная сольная композиция Ханы — «Amazinger».
11 декабря 2012 года Secret попали в автомобильную аварию, и Хана была доставлена в больницу с переломом рёбер и повреждениями лёгкого. Девушка возобновила продвижение в январе 2013 года.
В феврале 2018 года стало известно, что Хёсон и Чжиын ведут судебные разбирательства с TS, и, несмотря на официальное заявление со стороны агентства о том, что группа не расформирована и руководство сделает всё возможное, чтобы переговоры с участницами прошли в положительном направлении, коллектив был неофициально распущен. 1 июня того же года Хана открыла свой личный канал на YouTube, однако пользователи сети (преимущественно из Кореи) раскритиковали её за это, а также за то, она чрезмерно прибегала к множеству пластических операций.

## Фильмография
| Год  |   | Русское название | Оригинальное название | Роль    |
| ---- | - | ---------------- | --------------------- | ------- |
| 2015 | с | Прыгунья         | Jumping Girl          | Ли Ённи |